# Крузейру-ду-Игуасу
Крузейру-ду-Игуасу (порт. Cruzeiro do Iguaçu) — город и муниципалитет в Бразилии, входит в штат Парана. Составная часть мезорегиона Юго-запад штата Парана. Входит в экономико-статистический микрорегион Франсиску-Белтран. Население составляет 3766 человек на 2006 год. Занимает площадь 161,493 км². Плотность населения — 23,3 чел./км².

## История
Город основан 1 января 1993 года.

## Статистика
- Валовой внутренний продукт на 2003 год составляет 50 180 430,00 реалов (данные: Бразильский институт географии и статистики).
- Валовой внутренний продукт на душу населения на 2003 год составляет 12 378,00 реалов (данные: Бразильский институт географии и статистики).
- Индекс развития человеческого потенциала на 2000 год составляет 0,737 (данные: Программа развития ООН).

## География
Климат местности: субтропический. В соответствии с классификацией Кёппена, климат относится к категории Cfa.